# Ardátov
Ardátov (en ruso: Ардатов; erzya: Орданьбуе) es una ciudad de la república de Mordovia, en Rusia, centro administrativo del raión homónimo. Está situada sobre la orilla derecha del río Alátyr, un afluente del Surá, a 101 km al nordeste de Saransk, la capital de la república. Su población era de 9272 habitantes en 2009.

## Historia
El pueblo de Ardátovo (Ардатово) es mencionado por primera vez en 1671. Tiene estatus de ciudad desde 1780.

## Demografía
| 1897  | 1939  | 1959  | 1970  | 1979  | 1989   | 2002  | 2008  |
| ----- | ----- | ----- | ----- | ----- | ------ | ----- | ----- |
| 4 800 | 7 400 | 8 400 | 9 500 | 9 200 | 10 000 | 9 587 | 9 314 |